# Eugenia cantuana
Eugenia cantuana är en myrtenväxtart som beskrevs av Cyrus Longworth Lundell. Eugenia cantuana ingår i släktet Eugenia och familjen myrtenväxter. Inga underarter finns listade i Catalogue of Life.